# Club Bàsquet Tarragona
O Club Básquet Tarragona é um clube profissional de basquetebol situado na cidade de Tarragona, Catalunha, Espanha que disputa atualmente a Liga EBA.

## História
Fundado em 11 de Setembro de 1978 por um grupo de jovens que ansiava ter um clube exclusivo para a prática do basquetebol, pois na temporada anterior houve discordâncias com a diretoria do "Club Gimnàstic". As cores escolhidas para serem as cores do novo clube foram o branco e o azul como as antigas cores da bandeira da cidade de Tarragona
Desde o inicio das atividades do clube, o trabalho de base sempre foi primordial na mentalidade de gestão da entidade. Sua melhor temporada foi a 2004-05 quando o técnico prestigiado Salvo Maldonado treinou a equipe e eles puderam contar com Berni Alvarez, com temporadas pelo Valencia na Liga ACB, chegando às quartas de final da LEB Ouro. Berni Alvarez mais tarde teve sua camiseta aposentada, como sendo o jogador que mais vezes vestiu a as cores do Tarragona

## Temporada por Temporada
Baseado no item "Trayectoria Club" no Sítio FEB.es
| Temporada | Nível | Divisão    | Pos. | Pós Temporada            | TR    | PL  | Copas      | Copas |
| --------- | ----- | ---------- | ---- | ------------------------ | ----- | --- | ---------- | ----- |
| 1990–91   | 3     | 2ª Divisão |      | Playoffs de Promoção     |       |     | –          | –     |
| 1991–92   | 3     | 2ª Divisão |      | Playoffs de Promoção     |       |     | –          | –     |
| 1992–93   | 2     | 1ª Divisão | 14   | –                        | 19–11 | 4–2 | –          | –     |
| 1993–94   | 2     | 1ª Divisão | 17   | –                        | 8–22  | –   | –          | –     |
| 1994–95   | 2     | Liga EBA   | 1    | Segunda Fase             | 18–8  | 5–5 | –          | –     |
| 1995–96   | 3     | Liga EBA   | 13   | Rebaixado                | 13–17 |     | –          | –     |
| 1996–97   | 3     | Liga EBA   | 11   | Playoffs de Rebaixamento |       |     | –          | –     |
| 1997–98   | 3     | Liga EBA   | 10   | Playoffs de Rebaixamento | 10–16 |     | –          | –     |
| 1998–99   | 3     | Liga EBA   | 8    | –                        | 16–14 | –   | –          | –     |
| 1999–00   | 3     | Liga EBA   | 8    | –                        | 10–16 | –   | –          | –     |
| 2000–01   | 3     | LEB 2      | 3    | Semifinalista            | 21–9  | 5–5 | Copa LEB 2 | C     |
| 2001–02   | 3     | LEB 2      | 2    | Promovido                | 22–8  | 6–4 | Copa LEB 2 | FI    |
| 2002–03   | 2     | LEB Ouro   | 12   | –                        | 12–18 | –   | –          | –     |
| 2003–04   | 2     | LEB Ouro   | 13   | –                        | 15–19 | –   | –          | –     |
| 2004–05   | 2     | LEB Ouro   | 7    | Quartas de Final         | 18–16 | 1–3 | –          | –     |
| 2005–06   | 2     | LEB Ouro   | 7    | Quartas de Final         | 17–17 | 0–3 | –          | –     |
| 2006–07   | 2     | LEB Ouro   | 18   | Rebaixado                | 11–23 | –   | –          | –     |
| 2007–08   | 3     | LEB Prata  | 10   | –                        | 17–17 | –   | –          | –     |
| 2008–09   | 3     | LEB Prata  | 3    | Finalista                | 17–13 | 4–2 | –          | –     |
| 2009–10   | 2     | LEB Ouro   | 16   | Playoffs de rebaixamento | 12–22 | 3–1 | –          | –     |
| 2010–11   | 2     | LEB Ouro   | 13   | –                        | 12–22 | –   | –          | –     |
| 2011–12   | 2     | LEB Ouro   | 16   | Playoffs de Rebaixamento | 11–23 | 3–0 | –          | –     |
| 2012–13   | 4     | Liga EBA   | 1    | Playoffs de promoção5º   | 25–5  | 2–1 | –          | –     |
| 2013–14   | 4     | Liga EBA   | 3    | Playoffs de promoção8º   | 14–6  | 2–1 | –          | –     |
| 2014–15   | 3     | LEB Prata  | 10   | -                        | 12-16 | -   | –          | –     |
| 2015-16   | 3     | LEB Prata  | 4    | Semifinalista            | 14-12 | 3-3 | -          | -     |
| 2016-17   | 3     | LEB Prata  |      |                          |       |     |            |       |

## Camiseta Aposentada
- 5 Berni Álvarez, 1992–95, 2004–07, 2008–10